# Xiangqiao
Der Stadtbezirk Xiangqiao (chinesisch 湘桥区, Pinyin Xiāngqiáo Qū) ist ein Stadtbezirk der bezirksfreien Stadt Chaozhou im östlichsten Teil der chinesischen Provinz Guangdong. Er hatte eine Fläche von 330,1 km² und zählt 575.795 Einwohner (Stand: Zensus 2020). Am 28. Juni 2013 wurden die Großgemeinden Linxi (磷溪镇), Guantang (官塘镇) und Tiepu (铁铺镇) von Chao’an abgetrennt und Xiangqiao angegliedert.